# وکلای دموکراتیک اروپا
وکلای دمکراتیک اروپا (EDL) یک انجمن اتحادیه‌های وکلای شش کشور اروپایی است. این سازمان در اکتبر ۱۹۸۷ به عنوان یک انجمن اتحادیه‌های وکلا تأسیس شد و اساسنامه خود را در ۲۱ آوریل ۱۹۹۰ در استراسبورگ به تصویب رساند. این انجمن در انجمن‌های دادگستری کلمار، فرانسه در تاریخ ۴ ژوئیه ۱۹۹۰ به ثبت رسید. هدف این انجمن دفاع از حقوق شهروندان با حفظ استقلال وکلا با توجه به اعمال هرگونه قدرت، اعم از سیاسی، اجتماعی، اقتصادی یا آیین‌نامه‌ای است.

## سازمان‌های عضو متحد در این انجمن
- Le Syndicat des Avocats de France (SAF) (فرانسه)
- La Confederazione Nazionale Delle Associazioni Sindicali Forensi d 'Italia (ایتالیا)
- Der Republikanische Anwältinnen und Anwälteverein (RAV - آلمان)
- L'Associació Catalana per la Defensa dels Drets Humans (ACDDH- کاتالونیا)
- De Vereniging Sociale Advokatuur Nederland (VSAN - هلند)
- Le Syndicat des Avocats pour la Démocratie (SA D. - بلژیک)
- La Asociación Libre de Abogados (ALA - مادرید، اسپانیا)
- Euskal Herriko Abokatuen Elkartea (ESKUBIDEAK - کشور باسک)
- L'Iniziativa Democratica Forense (IDF- ایتالیا)
- تیم حقوقی ایتالیا (LTI - ایتالیا)